# Kovács Lajos (gimnáziumi igazgató)
Kovács Lajos, Kovács Vidor Lajos (Fertőszéplak, 1866. május 7. – Nagykőrös, 1940. június 17.) főgimnáziumi tanár és igazgató.

## Életútja
Középiskoláit Győrött, egyetemi tanulmányait Budapesten végezte. 1885. augusztus 2-án lépett be a bencés rendbe,  1891. június 30-án tett ünnepélyes fogadalmat. 1892. július 3-án szentelték pappá, 1890 és 1892 között Budapesten egyetemi hallgató volt, itt szerezve meg történelem-földrajz szakos tanári oklevelét és ledoktorált. Ezután gimnáziumi tanár volt Pápán, majd 1893-tól Zalaapátin esztergályi hitelemző, 1897-tól Pannonhalmán hitszónok. 1898-tól Győrött, majd 1899-től Esztergomban gimnáziumi tanár volt. A bencés rendből 1902. augusztus 2-án lépett ki.
1902-től a nagykőrösi gimnázium tanára, illetve 1911-től az intézmény igazgatója volt. 1923-ban az V. fizetési osztályba helyezték. Jelentős szerepet vállalt Nagykőrös társadalmi életében. Az Arany János Társaságnak és az iskolaszéknek alelnöke volt, a református egyház tanácsosa, a Református Tanáregyesület választmányi tagja, valamint zsinati pótképviselő. Elhunyt 1940-ben, életének 74., házasságának 37. évében. Felesége Becker Paula volt.
Írásai megjelentek a következő orgánumokban: az esztergomi bencés gimnázium értesítője (1899/1900: A magyar nyelvnek jogaiba való iktatása 1790-1844; 1900/01: A Fertő tavának ingadozása), Nagykőrösi Ujság (1902: 49/52. sz. A levelezés története), a nagykőrösi református gimnázium értesítője (1913).